# Tri letnja dana
Tri letnja dana é um filme de drama sérvio de 1997 dirigido e escrito por Mirjana Vukomanović. Foi selecionado como representante da Sérvia à edição do Oscar 1998, organizada pela Academia de Artes e Ciências Cinematográficas.

## Elenco
- Mirjana Jokovic - Sonja
- Slavko Stimac - Sergije
- Srdjan Todorovic - Nikola
- Milena Dravic - Kaja
- Petar Kralj - Dimitrije
- Mirjana Karanovic - Gazdarica
- Petar Bozovic - Erke